# Vrnjak
Vrnjak (wł. Vergnacco) – wieś w Chorwacji, w żupanii istryjskiej, w gminie Grožnjan. W 2011 roku pozostawała niezamieszkana.